# Callisthene major
Callistene major é um gênero de plantas com flores, que foi descrito pela primeira vez por Carl Friedrich Philipp von Martius. Callisthene major pertence ao gênero Callisthene e à família Vochysiaceae.
A espécie é encontrada na América do Sul, mais especificamente, na Bolívia (em Santa Cruz) e nas regiões norte, nordeste, centro-oeste e sudeste do Brasil, nos estados de Tocantins, Bahia, Goiás, e Minas Gerais.